# Quatro Dias de Dunquerque de 2022
A 66.ª edição dos Quatro Dias de Dunquerque (chamado oficialmente: 4 Jours de Dunkerque) foi uma corrida de ciclismo em estrada por etapas que se celebrou entre 3 e 8 de maio de 2022 na França, pela região de Altos da França com início e final na cidade de Dunkerque sobre um percurso de 1054,1 quilómetros.
A corrida fez parte do do UCI ProSeries de 2022, calendário ciclístico mundial de segunda divisão, dentro da categoria UCI 2.pro. O vencedor final foi o belga Philippe Gilbert do Lotto Soudal seguido do também belga Oliver Naesen do AG2R Citroën em segunda posição, e o britânico Jake Stewart do Groupama-FDJ.

## Equipas participantes
Tomaram parte na corrida 18 equipas: 6 de categoria UCI WorldTeam convidados pela organização, 8 de categoria UCI ProTeam e 4 de categoria Continental. Formaram assim um pelotão de 123 ciclistas dos que acabaram 103. As equipas participantes foram:
| Equipes WorldTeam (6)- Lotto-Soudal - AG2R Citroën Team - Cofidis - Groupama-FDJ - Intermarché-Wanty-Gobert Matériaux - Team DSM Equipes ProTeam (8)- Alpecin-Fenix - B&B Hotels-KTM - Bingoal Pauwels Sauces WB - Burgos-BH - Human Powered Health - Sport Vlaanderen-Baloise - Arkéa-Samsic - TotalEnergies Equipes Continentais (4)- Go Sport-Roubaix Lille Métropole - Nice Métropole Côte d'Azur - Saint Michel-Auber 93 - UC Nantes Atlantique |
| |

## Percorrido
Os Quatro Dias de Dunquerque dispôs de cinco etapas para um percurso total de 1055,7 quilómetros, dividido em três etapas planas, e três etapas em media montanha.
| Etapa | Data   | Percurso                     | type            | Distância (km) | Elevação (m) | Vencedor          | Líder geral         |
| ----- | ------ | ---------------------------- | --------------- | -------------- | ------------ | ----------------- | ------------------- |
| 1     | 3 mai. | Dunquerque – Aniche          | etapa plana     | 161,1          | 713 m        | Arvid de Kleijn   | Arvid de Kleijn     |
| 2     | 4 mai. | Béthune – Maubeuge           | etapa plana     | 181,5          | 1 089 m      | Jason Tesson      | Jason Tesson        |
| 3     | 5 mai. | Péronne – Mont-Saint-Éloi    | etapa escarpada | 170            | 1 573 m      | Philippe Gilbert  | Arvid de Kleijn     |
| 4     | 6 mai. | Mazingarbe – Aire-sur-la-Lys | etapa escarpada | 174,8          | 1 129 m      | Lionel Taminiaux  | Evaldas Šiškevičius |
| 5     | 7 mai. | Roubaix – Cassel             | etapa escarpada | 183,7          | 2 336 m      | Gianni Vermeersch | Philippe Gilbert    |
| 6     | 8 mai. | Ardres – Dunquerque          | etapa plana     | 182,9          | 668 m        | Gerben Thijssen   | Philippe Gilbert    |

## Desenvolvimento da corrida

### 1.ª etapa
| Dunquerque - Aniche | etapa plana | (161,1 km) |

| \| Classificação por etapas \| Classificação por etapas \| Classificação por etapas \| Classificação por etapas \| Classificação por etapas \| \| Ciclista \| Ciclista \| Equipe \| Tempo \| \| \| ------------------------ \| ------------------------ \| ------------------------- \| ------------------------ \| ------------------------ \| \| 1. \| Arvid de Kleijn \| Human Powered Health \| 3h31m14s \| \| \| 2. \| Jason Tesson \| Saint Michel-Auber 93 \| + 0s \| \| \| 3. \| Nils Eekhoff \| Team DSM \| + 0s \| \| \| 4. \| Pierre Barbier \| B&B Hotels-KTM \| + 0s \| \| \| 5. \| Alexis Renard \| Cofidis \| + 0s \| \| \| 6. \| Arnaud De Lie \| Lotto-Soudal \| + 0s \| \| \| 7. \| Bram Welten \| Groupama-FDJ \| + 0s \| \| \| 8. \| Daniel McLay \| Arkéa-Samsic \| + 0s \| \| \| 9. \| Arne Marit \| Sport Vlaanderen-Baloise \| + 0s \| \| \| 10. \| Stanislaw Aniolkowski \| Bingoal Pauwels Sauces WB \| + 0s \| \| |                       |                           |          |
| |                       |                           |          |
| Fonte: ProCyclingStats |                       |                           |          |
| Classificação por etapas |                       |                           |          |
| Ciclista | Ciclista              | Equipe                    | Tempo    |
| 1. | Arvid de Kleijn       | Human Powered Health      | 3h31m14s |
| 2. | Jason Tesson          | Saint Michel-Auber 93     | + 0s     |
| 3. | Nils Eekhoff          | Team DSM                  | + 0s     |
| 4. | Pierre Barbier        | B&B Hotels-KTM            | + 0s     |
| 5. | Alexis Renard         | Cofidis                   | + 0s     |
| 6. | Arnaud De Lie         | Lotto-Soudal              | + 0s     |
| 7. | Bram Welten           | Groupama-FDJ              | + 0s     |
| 8. | Daniel McLay          | Arkéa-Samsic              | + 0s     |
| 9. | Arne Marit            | Sport Vlaanderen-Baloise  | + 0s     |
| 10. | Stanislaw Aniolkowski | Bingoal Pauwels Sauces WB | + 0s     |

| \| Classificação geral \| Classificação geral \| Classificação geral \| Classificação geral \| Classificação geral \| \| Ciclista \| Ciclista \| Equipe \| Tempo \| \| \| ------------------- \| --------------------- \| -------------------------------- \| ------------------- \| ------------------- \| \| 1. \| Arvid de Kleijn \| Human Powered Health \| 3h31m04s \| \| \| 2. \| Jason Tesson \| Saint Michel-Auber 93 \| + 4s \| \| \| 3. \| Nils Eekhoff \| Team DSM \| + 6s \| \| \| 4. \| Cyril Barthe \| B&B Hotels-KTM \| + 6s \| \| \| 5. \| Milan Fretin \| Sport Vlaanderen-Baloise \| + 6s \| \| \| 6. \| Evaldas Šiškevičius \| Go Sport-Roubaix Lille Métropole \| + 6s \| \| \| 7. \| Clément Russo \| Arkéa-Samsic \| + 7s \| \| \| 8. \| Stanislaw Aniolkowski \| Bingoal Pauwels Sauces WB \| + 8s \| \| \| 9. \| Axel Zingle \| Cofidis \| + 9s \| \| \| 10. \| Pierre Barbier \| B&B Hotels-KTM \| + 10s \| \| |                       |                                  |          |
| |                       |                                  |          |
| Fonte: ProCyclingStats |                       |                                  |          |
| Classificação geral |                       |                                  |          |
| Ciclista | Ciclista              | Equipe                           | Tempo    |
| 1. | Arvid de Kleijn       | Human Powered Health             | 3h31m04s |
| 2. | Jason Tesson          | Saint Michel-Auber 93            | + 4s     |
| 3. | Nils Eekhoff          | Team DSM                         | + 6s     |
| 4. | Cyril Barthe          | B&B Hotels-KTM                   | + 6s     |
| 5. | Milan Fretin          | Sport Vlaanderen-Baloise         | + 6s     |
| 6. | Evaldas Šiškevičius   | Go Sport-Roubaix Lille Métropole | + 6s     |
| 7. | Clément Russo         | Arkéa-Samsic                     | + 7s     |
| 8. | Stanislaw Aniolkowski | Bingoal Pauwels Sauces WB        | + 8s     |
| 9. | Axel Zingle           | Cofidis                          | + 9s     |
| 10. | Pierre Barbier        | B&B Hotels-KTM                   | + 10s    |

### 2.ª etapa
| Béthune - Maubeuge | etapa plana | (181,5 km) |

| \| Classificação por etapas \| Classificação por etapas \| Classificação por etapas \| Classificação por etapas \| Classificação por etapas \| \| Ciclista \| Ciclista \| Equipe \| Tempo \| \| \| ------------------------ \| ------------------------ \| ---------------------------------- \| ------------------------ \| ------------------------ \| \| 1. \| Jason Tesson \| Saint Michel-Auber 93 \| 4h04m25s \| \| \| 2. \| Gerben Thijssen \| Intermarché-Wanty-Gobert Matériaux \| + 0s \| \| \| 3. \| Thomas Boudat \| Go Sport-Roubaix Lille Métropole \| + 0s \| \| \| 4. \| Arvid de Kleijn \| Human Powered Health \| + 0s \| \| \| 5. \| Hugo Hofstetter \| Arkéa-Samsic \| + 0s \| \| \| 6. \| Clément Russo \| Arkéa-Samsic \| + 0s \| \| \| 7. \| Marc Sarreau \| AG2R Citroën Team \| + 0s \| \| \| 8. \| Lorrenzo Manzin \| TotalEnergies \| + 0s \| \| \| 9. \| Bram Welten \| Groupama-FDJ \| + 0s \| \| \| 10. \| Óscar Pelegrí \| Burgos-BH \| + 0s \| \| |                 |                                    |          |
| |                 |                                    |          |
| Fonte: ProCyclingStats |                 |                                    |          |
| Classificação por etapas |                 |                                    |          |
| Ciclista | Ciclista        | Equipe                             | Tempo    |
| 1. | Jason Tesson    | Saint Michel-Auber 93              | 4h04m25s |
| 2. | Gerben Thijssen | Intermarché-Wanty-Gobert Matériaux | + 0s     |
| 3. | Thomas Boudat   | Go Sport-Roubaix Lille Métropole   | + 0s     |
| 4. | Arvid de Kleijn | Human Powered Health               | + 0s     |
| 5. | Hugo Hofstetter | Arkéa-Samsic                       | + 0s     |
| 6. | Clément Russo   | Arkéa-Samsic                       | + 0s     |
| 7. | Marc Sarreau    | AG2R Citroën Team                  | + 0s     |
| 8. | Lorrenzo Manzin | TotalEnergies                      | + 0s     |
| 9. | Bram Welten     | Groupama-FDJ                       | + 0s     |
| 10. | Óscar Pelegrí   | Burgos-BH                          | + 0s     |

| \| Classificação geral \| Classificação geral \| Classificação geral \| Classificação geral \| Classificação geral \| \| Ciclista \| Ciclista \| Equipe \| Tempo \| \| \| ------------------- \| ------------------- \| ---------------------------------- \| ------------------- \| ------------------- \| \| 1. \| Jason Tesson \| Saint Michel-Auber 93 \| 7h35m20s \| \| \| 2. \| Arvid de Kleijn \| Human Powered Health \| + 9s \| \| \| 3. \| Gerben Thijssen \| Intermarché-Wanty-Gobert Matériaux \| + 13s \| \| \| 4. \| Evaldas Šiškevičius \| Go Sport-Roubaix Lille Métropole \| + 13s \| \| \| 5. \| Nils Eekhoff \| Team DSM \| + 15s \| \| \| 6. \| Cyril Barthe \| B&B Hotels-KTM \| + 15s \| \| \| 7. \| Thomas Boudat \| Go Sport-Roubaix Lille Métropole \| + 15s \| \| \| 8. \| Clément Russo \| Arkéa-Samsic \| + 16s \| \| \| 9. \| Samuel Watson \| Équipe continentale Groupama-FDJ \| + 16s \| \| \| 10. \| Ángel Fuentes \| Burgos-BH \| + 16s \| \| |                     |                                    |          |
| |                     |                                    |          |
| Fonte: ProCyclingStats |                     |                                    |          |
| Classificação geral |                     |                                    |          |
| Ciclista | Ciclista            | Equipe                             | Tempo    |
| 1. | Jason Tesson        | Saint Michel-Auber 93              | 7h35m20s |
| 2. | Arvid de Kleijn     | Human Powered Health               | + 9s     |
| 3. | Gerben Thijssen     | Intermarché-Wanty-Gobert Matériaux | + 13s    |
| 4. | Evaldas Šiškevičius | Go Sport-Roubaix Lille Métropole   | + 13s    |
| 5. | Nils Eekhoff        | Team DSM                           | + 15s    |
| 6. | Cyril Barthe        | B&B Hotels-KTM                     | + 15s    |
| 7. | Thomas Boudat       | Go Sport-Roubaix Lille Métropole   | + 15s    |
| 8. | Clément Russo       | Arkéa-Samsic                       | + 16s    |
| 9. | Samuel Watson       | Équipe continentale Groupama-FDJ   | + 16s    |
| 10. | Ángel Fuentes       | Burgos-BH                          | + 16s    |

### 3.ª etapa
| Péronne - Mont-Saint-Éloi | etapa escarpada | (170 km) |

| \| Classificação por etapas \| Classificação por etapas \| Classificação por etapas \| Classificação por etapas \| Classificação por etapas \| \| Ciclista \| Ciclista \| Equipe \| Tempo \| \| \| ------------------------ \| ------------------------ \| ---------------------------------- \| ------------------------ \| ------------------------ \| \| 1. \| Philippe Gilbert \| Lotto-Soudal \| 4h22m14s \| \| \| 2. \| Jason Tesson \| Saint Michel-Auber 93 \| + 0s \| \| \| 3. \| Julien Simon \| TotalEnergies \| + 0s \| \| \| 4. \| Pierre Barbier \| B&B Hotels-KTM \| + 0s \| \| \| 5. \| Hugo Hofstetter \| Arkéa-Samsic \| + 0s \| \| \| 6. \| Clément Russo \| Arkéa-Samsic \| + 0s \| \| \| 7. \| Baptiste Planckaert \| Intermarché-Wanty-Gobert Matériaux \| + 0s \| \| \| 8. \| Lionel Taminiaux \| Alpecin-Fenix \| + 0s \| \| \| 9. \| Marc Sarreau \| AG2R Citroën Team \| + 0s \| \| \| 10. \| Benjamin Thomas \| Cofidis \| + 0s \| \| |                     |                                    |          |
| |                     |                                    |          |
| Fonte: ProCyclingStats |                     |                                    |          |
| Classificação por etapas |                     |                                    |          |
| Ciclista | Ciclista            | Equipe                             | Tempo    |
| 1. | Philippe Gilbert    | Lotto-Soudal                       | 4h22m14s |
| 2. | Jason Tesson        | Saint Michel-Auber 93              | + 0s     |
| 3. | Julien Simon        | TotalEnergies                      | + 0s     |
| 4. | Pierre Barbier      | B&B Hotels-KTM                     | + 0s     |
| 5. | Hugo Hofstetter     | Arkéa-Samsic                       | + 0s     |
| 6. | Clément Russo       | Arkéa-Samsic                       | + 0s     |
| 7. | Baptiste Planckaert | Intermarché-Wanty-Gobert Matériaux | + 0s     |
| 8. | Lionel Taminiaux    | Alpecin-Fenix                      | + 0s     |
| 9. | Marc Sarreau        | AG2R Citroën Team                  | + 0s     |
| 10. | Benjamin Thomas     | Cofidis                            | + 0s     |

| \| Classificação geral \| Classificação geral \| Classificação geral \| Classificação geral \| Classificação geral \| \| Ciclista \| Ciclista \| Equipe \| Tempo \| \| \| ------------------- \| ------------------- \| ---------------------------------- \| ------------------- \| ------------------- \| \| 1. \| Arvid de Kleijn \| Human Powered Health \| 11h57m43s \| \| \| 2. \| Philippe Gilbert \| Lotto-Soudal \| + 0s \| \| \| 3. \| Samuel Leroux \| Go Sport-Roubaix Lille Métropole \| + 1s \| \| \| 4. \| Gerben Thijssen \| Intermarché-Wanty-Gobert Matériaux \| + 4s \| \| \| 5. \| Evaldas Šiškevičius \| Go Sport-Roubaix Lille Métropole \| + 4s \| \| \| 6. \| Thomas Boudat \| Go Sport-Roubaix Lille Métropole \| + 6s \| \| \| 7. \| Nils Eekhoff \| Team DSM \| + 6s \| \| \| 8. \| Cyril Barthe \| B&B Hotels-KTM \| + 6s \| \| \| 9. \| Julien Simon \| TotalEnergies \| + 6s \| \| \| 10. \| Clément Russo \| Arkéa-Samsic \| + 7s \| \| |                     |                                    |           |
| |                     |                                    |           |
| Fonte: ProCyclingStats |                     |                                    |           |
| Classificação geral |                     |                                    |           |
| Ciclista | Ciclista            | Equipe                             | Tempo     |
| 1. | Arvid de Kleijn     | Human Powered Health               | 11h57m43s |
| 2. | Philippe Gilbert    | Lotto-Soudal                       | + 0s      |
| 3. | Samuel Leroux       | Go Sport-Roubaix Lille Métropole   | + 1s      |
| 4. | Gerben Thijssen     | Intermarché-Wanty-Gobert Matériaux | + 4s      |
| 5. | Evaldas Šiškevičius | Go Sport-Roubaix Lille Métropole   | + 4s      |
| 6. | Thomas Boudat       | Go Sport-Roubaix Lille Métropole   | + 6s      |
| 7. | Nils Eekhoff        | Team DSM                           | + 6s      |
| 8. | Cyril Barthe        | B&B Hotels-KTM                     | + 6s      |
| 9. | Julien Simon        | TotalEnergies                      | + 6s      |
| 10. | Clément Russo       | Arkéa-Samsic                       | + 7s      |

### 4.ª etapa
| Mazingarbe - Aire-sur-la-Lys | etapa escarpada | (174,8 km) |

| \| Classificação por etapas \| Classificação por etapas \| Classificação por etapas \| Classificação por etapas \| Classificação por etapas \| \| Ciclista \| Ciclista \| Equipe \| Tempo \| \| \| ------------------------ \| --------------------------- \| ---------------------------------- \| ------------------------ \| ------------------------ \| \| 1. \| Lionel Taminiaux \| Alpecin-Fenix \| 4h01m54s \| \| \| 2. \| Stanislaw Aniolkowski \| Bingoal Pauwels Sauces WB \| + 0s \| \| \| 3. \| Gerben Thijssen \| Intermarché-Wanty-Gobert Matériaux \| + 0s \| \| \| 4. \| Lorrenzo Manzin \| TotalEnergies \| + 0s \| \| \| 5. \| Arvid de Kleijn \| Human Powered Health \| + 0s \| \| \| 6. \| Bram Welten \| Groupama-FDJ \| + 0s \| \| \| 7. \| Reinardt Janse van Rensburg \| Lotto-Soudal \| + 0s \| \| \| 8. \| Jules Hesters \| Sport Vlaanderen-Baloise \| + 0s \| \| \| 9. \| Nils Eekhoff \| Team DSM \| + 0s \| \| \| 10. \| Mihkel Räim \| Burgos-BH \| + 0s \| \| |                             |                                    |          |
| |                             |                                    |          |
| Fonte: ProCyclingStats |                             |                                    |          |
| Classificação por etapas |                             |                                    |          |
| Ciclista | Ciclista                    | Equipe                             | Tempo    |
| 1. | Lionel Taminiaux            | Alpecin-Fenix                      | 4h01m54s |
| 2. | Stanislaw Aniolkowski       | Bingoal Pauwels Sauces WB          | + 0s     |
| 3. | Gerben Thijssen             | Intermarché-Wanty-Gobert Matériaux | + 0s     |
| 4. | Lorrenzo Manzin             | TotalEnergies                      | + 0s     |
| 5. | Arvid de Kleijn             | Human Powered Health               | + 0s     |
| 6. | Bram Welten                 | Groupama-FDJ                       | + 0s     |
| 7. | Reinardt Janse van Rensburg | Lotto-Soudal                       | + 0s     |
| 8. | Jules Hesters               | Sport Vlaanderen-Baloise           | + 0s     |
| 9. | Nils Eekhoff                | Team DSM                           | + 0s     |
| 10. | Mihkel Räim                 | Burgos-BH                          | + 0s     |

| \| Classificação geral \| Classificação geral \| Classificação geral \| Classificação geral \| Classificação geral \| \| Ciclista \| Ciclista \| Equipe \| Tempo \| \| \| ------------------- \| --------------------- \| ---------------------------------- \| ------------------- \| ------------------- \| \| 1. \| Evaldas Šiškevičius \| Go Sport-Roubaix Lille Métropole \| 15h59m36s \| \| \| 2. \| Gerben Thijssen \| Intermarché-Wanty-Gobert Matériaux \| + 1s \| \| \| 3. \| Arvid de Kleijn \| Human Powered Health \| + 1s \| \| \| 4. \| Lionel Taminiaux \| Alpecin-Fenix \| + 1s \| \| \| 5. \| Philippe Gilbert \| Lotto-Soudal \| + 1s \| \| \| 6. \| Samuel Leroux \| Go Sport-Roubaix Lille Métropole \| + 2s \| \| \| 7. \| Stanislaw Aniolkowski \| Bingoal Pauwels Sauces WB \| + 3s \| \| \| 8. \| Alexandre Delettre \| Cofidis \| + 6s \| \| \| 9. \| Nils Eekhoff \| Team DSM \| + 7s \| \| \| 10. \| Thomas Boudat \| Go Sport-Roubaix Lille Métropole \| + 7s \| \| |                       |                                    |           |
| |                       |                                    |           |
| Fonte: ProCyclingStats |                       |                                    |           |
| Classificação geral |                       |                                    |           |
| Ciclista | Ciclista              | Equipe                             | Tempo     |
| 1. | Evaldas Šiškevičius   | Go Sport-Roubaix Lille Métropole   | 15h59m36s |
| 2. | Gerben Thijssen       | Intermarché-Wanty-Gobert Matériaux | + 1s      |
| 3. | Arvid de Kleijn       | Human Powered Health               | + 1s      |
| 4. | Lionel Taminiaux      | Alpecin-Fenix                      | + 1s      |
| 5. | Philippe Gilbert      | Lotto-Soudal                       | + 1s      |
| 6. | Samuel Leroux         | Go Sport-Roubaix Lille Métropole   | + 2s      |
| 7. | Stanislaw Aniolkowski | Bingoal Pauwels Sauces WB          | + 3s      |
| 8. | Alexandre Delettre    | Cofidis                            | + 6s      |
| 9. | Nils Eekhoff          | Team DSM                           | + 7s      |
| 10. | Thomas Boudat         | Go Sport-Roubaix Lille Métropole   | + 7s      |

### 5.ª etapa
| Roubaix - Cassel | etapa escarpada | (183,7 km) |

| \| Classificação por etapas \| Classificação por etapas \| Classificação por etapas \| Classificação por etapas \| Classificação por etapas \| \| Ciclista \| Ciclista \| Equipe \| Tempo \| \| \| ------------------------ \| ------------------------ \| ---------------------------------- \| ------------------------ \| ------------------------ \| \| 1. \| Gianni Vermeersch \| Alpecin-Fenix \| 4h39m56s \| \| \| 2. \| Oliver Naesen \| AG2R Citroën Team \| + 0s \| \| \| 3. \| Jake Stewart \| Groupama-FDJ \| + 0s \| \| \| 4. \| Philippe Gilbert \| Lotto-Soudal \| + 0s \| \| \| 5. \| Benjamin Thomas \| Cofidis \| + 0s \| \| \| 6. \| Baptiste Planckaert \| Intermarché-Wanty-Gobert Matériaux \| + 0s \| \| \| 7. \| Damien Touzé \| AG2R Citroën Team \| + 8s \| \| \| 8. \| Julien Simon \| TotalEnergies \| + 8s \| \| \| 9. \| Andreas Kron \| Lotto-Soudal \| + 8s \| \| \| 10. \| Lorrenzo Manzin \| TotalEnergies \| + 8s \| \| |                     |                                    |          |
| |                     |                                    |          |
| Fonte: ProCyclingStats |                     |                                    |          |
| Classificação por etapas |                     |                                    |          |
| Ciclista | Ciclista            | Equipe                             | Tempo    |
| 1. | Gianni Vermeersch   | Alpecin-Fenix                      | 4h39m56s |
| 2. | Oliver Naesen       | AG2R Citroën Team                  | + 0s     |
| 3. | Jake Stewart        | Groupama-FDJ                       | + 0s     |
| 4. | Philippe Gilbert    | Lotto-Soudal                       | + 0s     |
| 5. | Benjamin Thomas     | Cofidis                            | + 0s     |
| 6. | Baptiste Planckaert | Intermarché-Wanty-Gobert Matériaux | + 0s     |
| 7. | Damien Touzé        | AG2R Citroën Team                  | + 8s     |
| 8. | Julien Simon        | TotalEnergies                      | + 8s     |
| 9. | Andreas Kron        | Lotto-Soudal                       | + 8s     |
| 10. | Lorrenzo Manzin     | TotalEnergies                      | + 8s     |

| \| Classificação geral \| Classificação geral \| Classificação geral \| Classificação geral \| Classificação geral \| \| Ciclista \| Ciclista \| Equipe \| Tempo \| \| \| ------------------- \| ------------------- \| ---------------------------------- \| ------------------- \| ------------------- \| \| 1. \| Philippe Gilbert \| Lotto-Soudal \| 20h39m33s \| \| \| 2. \| Oliver Naesen \| AG2R Citroën Team \| + 4s \| \| \| 3. \| Jake Stewart \| Groupama-FDJ \| + 5s \| \| \| 4. \| Benjamin Thomas \| Cofidis \| + 10s \| \| \| 5. \| Baptiste Planckaert \| Intermarché-Wanty-Gobert Matériaux \| + 10s \| \| \| 6. \| Julien Simon \| TotalEnergies \| + 14s \| \| \| 7. \| Romain Cardis \| Saint Michel-Auber 93 \| + 16s \| \| \| 8. \| Lorrenzo Manzin \| TotalEnergies \| + 17s \| \| \| 9. \| Hugo Hofstetter \| Arkéa-Samsic \| + 18s \| \| \| 10. \| Damien Touzé \| AG2R Citroën Team \| + 18s \| \| |                     |                                    |           |
| |                     |                                    |           |
| Fonte: ProCyclingStats |                     |                                    |           |
| Classificação geral |                     |                                    |           |
| Ciclista | Ciclista            | Equipe                             | Tempo     |
| 1. | Philippe Gilbert    | Lotto-Soudal                       | 20h39m33s |
| 2. | Oliver Naesen       | AG2R Citroën Team                  | + 4s      |
| 3. | Jake Stewart        | Groupama-FDJ                       | + 5s      |
| 4. | Benjamin Thomas     | Cofidis                            | + 10s     |
| 5. | Baptiste Planckaert | Intermarché-Wanty-Gobert Matériaux | + 10s     |
| 6. | Julien Simon        | TotalEnergies                      | + 14s     |
| 7. | Romain Cardis       | Saint Michel-Auber 93              | + 16s     |
| 8. | Lorrenzo Manzin     | TotalEnergies                      | + 17s     |
| 9. | Hugo Hofstetter     | Arkéa-Samsic                       | + 18s     |
| 10. | Damien Touzé        | AG2R Citroën Team                  | + 18s     |

### 6.ª etapa
| Ardres - Dunquerque | etapa plana | (182,9 km) |

| \| Classificação por etapas \| Classificação por etapas \| Classificação por etapas \| Classificação por etapas \| Classificação por etapas \| \| Ciclista \| Ciclista \| Equipe \| Tempo \| \| \| ------------------------ \| ------------------------ \| ---------------------------------- \| ------------------------ \| ------------------------ \| \| 1. \| Gerben Thijssen \| Intermarché-Wanty-Gobert Matériaux \| 4h20m53s \| \| \| 2. \| Hugo Hofstetter \| Arkéa-Samsic \| + 0s \| \| \| 3. \| Lorrenzo Manzin \| TotalEnergies \| + 0s \| \| \| 4. \| Lionel Taminiaux \| Alpecin-Fenix \| + 0s \| \| \| 5. \| Pierre Barbier \| B&B Hotels-KTM \| + 0s \| \| \| 6. \| Stanislaw Aniolkowski \| Bingoal Pauwels Sauces WB \| + 0s \| \| \| 7. \| Jason Tesson \| Saint Michel-Auber 93 \| + 0s \| \| \| 8. \| Benjamin Thomas \| Cofidis \| + 0s \| \| \| 9. \| Niklas Märkl \| Team DSM \| + 0s \| \| \| 10. \| Jake Stewart \| Groupama-FDJ \| + 0s \| \| |                       |                                    |          |
| |                       |                                    |          |
| Fonte: ProCyclingStats |                       |                                    |          |
| Classificação por etapas |                       |                                    |          |
| Ciclista | Ciclista              | Equipe                             | Tempo    |
| 1. | Gerben Thijssen       | Intermarché-Wanty-Gobert Matériaux | 4h20m53s |
| 2. | Hugo Hofstetter       | Arkéa-Samsic                       | + 0s     |
| 3. | Lorrenzo Manzin       | TotalEnergies                      | + 0s     |
| 4. | Lionel Taminiaux      | Alpecin-Fenix                      | + 0s     |
| 5. | Pierre Barbier        | B&B Hotels-KTM                     | + 0s     |
| 6. | Stanislaw Aniolkowski | Bingoal Pauwels Sauces WB          | + 0s     |
| 7. | Jason Tesson          | Saint Michel-Auber 93              | + 0s     |
| 8. | Benjamin Thomas       | Cofidis                            | + 0s     |
| 9. | Niklas Märkl          | Team DSM                           | + 0s     |
| 10. | Jake Stewart          | Groupama-FDJ                       | + 0s     |

## Classificações finais
- As classificações finalizaram da seguinte forma:[5]

### Classificação geral
| \| Classificação geral \| Classificação geral \| Classificação geral \| Classificação geral \| Classificação geral \| \| Ciclista \| Ciclista \| Equipe \| Tempo \| \| \| ------------------- \| ------------------- \| ---------------------------------- \| ------------------- \| ------------------- \| \| 1. \| Philippe Gilbert \| Lotto-Soudal \| 25h00m26s \| \| \| 2. \| Oliver Naesen \| AG2R Citroën Team \| + 4s \| \| \| 3. \| Jake Stewart \| Groupama-FDJ \| + 5s \| \| \| 4. \| Benjamin Thomas \| Cofidis \| + 10s \| \| \| 5. \| Baptiste Planckaert \| Intermarché-Wanty-Gobert Matériaux \| + 10s \| \| \| 6. \| Hugo Hofstetter \| Arkéa-Samsic \| + 12s \| \| \| 7. \| Lorrenzo Manzin \| TotalEnergies \| + 13s \| \| \| 8. \| Julien Simon \| TotalEnergies \| + 14s \| \| \| 9. \| Romain Cardis \| Saint Michel-Auber 93 \| + 16s \| \| \| 10. \| Damien Touzé \| AG2R Citroën Team \| + 18s \| \| |                     |                                    |           |
| |                     |                                    |           |
| Fonte: ProCyclingStats |                     |                                    |           |
| Classificação geral |                     |                                    |           |
| Ciclista | Ciclista            | Equipe                             | Tempo     |
| 1. | Philippe Gilbert    | Lotto-Soudal                       | 25h00m26s |
| 2. | Oliver Naesen       | AG2R Citroën Team                  | + 4s      |
| 3. | Jake Stewart        | Groupama-FDJ                       | + 5s      |
| 4. | Benjamin Thomas     | Cofidis                            | + 10s     |
| 5. | Baptiste Planckaert | Intermarché-Wanty-Gobert Matériaux | + 10s     |
| 6. | Hugo Hofstetter     | Arkéa-Samsic                       | + 12s     |
| 7. | Lorrenzo Manzin     | TotalEnergies                      | + 13s     |
| 8. | Julien Simon        | TotalEnergies                      | + 14s     |
| 9. | Romain Cardis       | Saint Michel-Auber 93              | + 16s     |
| 10. | Damien Touzé        | AG2R Citroën Team                  | + 18s     |

### Classificação da montanha
| Classificação da montanha | Classificação da montanha | Classificação da montanha        | Classificação da montanha | Classificação da montanha |
| Ciclista                  | Ciclista                  | Equipe                           | Pontos                    |                           |
| ------------------------- | ------------------------- | -------------------------------- | ------------------------- | ------------------------- |
| 1.                        | Alex Colman               | Sport Vlaanderen-Baloise         | 40 pts                    |                           |
| 2.                        | Michael Gogl              | Alpecin-Fenix                    | 17 pts                    |                           |
| 3.                        | Louis Blouwe              | Bingoal Pauwels Sauces WB        | 11 pts                    |                           |
| 4.                        | Samuel Leroux             | Go Sport-Roubaix Lille Métropole | 10 pts                    |                           |
| 5.                        | Mathieu Ladagnous         | Groupama-FDJ                     | 9 pts                     |                           |
| 6.                        | Milan Fretin              | Sport Vlaanderen-Baloise         | 8 pts                     |                           |
| 7.                        | Evaldas Šiškevičius       | Go Sport-Roubaix Lille Métropole | 6 pts                     |                           |
| 8.                        | Cyril Barthe              | B&B Hotels-KTM                   | 5 pts                     |                           |
| 9.                        | Robert Stannard           | Alpecin-Fenix                    | 4 pts                     |                           |
| 10.                       | Gilles De Wilde           | Sport Vlaanderen-Baloise         | 4 pts                     |                           |

### Classificação por pontos
| Classificação por pontos | Classificação por pontos | Classificação por pontos           | Classificação por pontos | Classificação por pontos |
| Ciclista                 | Ciclista                 | Equipe                             | Pontos                   |                          |
| ------------------------ | ------------------------ | ---------------------------------- | ------------------------ | ------------------------ |
| 1.                       | Jason Tesson             | Saint Michel-Auber 93              | 43 pts                   |                          |
| 2.                       | Gerben Thijssen          | Intermarché-Wanty-Gobert Matériaux | 36 pts                   |                          |
| 3.                       | Arvid de Kleijn          | Human Powered Health               | 28 pts                   |                          |
| 4.                       | Lionel Taminiaux         | Alpecin-Fenix                      | 25 pts                   |                          |
| 5.                       | Hugo Hofstetter          | Arkéa-Samsic                       | 24 pts                   |                          |
| 6.                       | Philippe Gilbert         | Lotto-Soudal                       | 22 pts                   |                          |
| 7.                       | Lorrenzo Manzin          | TotalEnergies                      | 21 pts                   |                          |
| 8.                       | Pierre Barbier           | B&B Hotels-KTM                     | 20 pts                   |                          |
| 9.                       | Stanislaw Aniolkowski    | Bingoal Pauwels Sauces WB          | 20 pts                   |                          |
| 10.                      | Clément Russo            | Arkéa-Samsic                       | 13 pts                   |                          |

### Classificação dos jovens
| Classificação dos jovens | Classificação dos jovens | Classificação dos jovens           | Classificação dos jovens | Classificação dos jovens |
| Ciclista                 | Ciclista                 | Equipe                             | Tempo                    |                          |
| ------------------------ | ------------------------ | ---------------------------------- | ------------------------ | ------------------------ |
| 1.                       | Jake Stewart             | Groupama-FDJ                       | 25h00m31s                |                          |
| 2.                       | Andreas Kron             | Lotto-Soudal                       | + 13s                    |                          |
| 3.                       | Hugo Page                | Intermarché-Wanty-Gobert Matériaux | + 17s                    |                          |
| 4.                       | Joris Delbove            | Saint Michel-Auber 93              | + 54s                    |                          |
| 5.                       | Ward Vanhoof             | Sport Vlaanderen-Baloise           | + 1m12s                  |                          |
| 6.                       | Samuel Watson            | Équipe continentale Groupama-FDJ   | + 1m12s                  |                          |
| 7.                       | Hugo Toumire             | Cofidis                            | + 1m32s                  |                          |
| 8.                       | Paul Lapeira             | AG2R Citroën Team                  | + 1m38s                  |                          |
| 9.                       | Laurence Pithie          | Équipe continentale Groupama-FDJ   | + 1m39s                  |                          |
| 10.                      | Ruben Apers              | Sport Vlaanderen-Baloise           | + 1m52s                  |                          |

### Classificação por equipas
| Classificação por equipes | Classificação por equipes          | Classificação por equipes | Classificação por equipes |
| Equipe                    | Equipe                             | Tempo                     |                           |
| ------------------------- | ---------------------------------- | ------------------------- | ------------------------- |
| 1.                        | Lotto-Soudal                       | 75h02m34s                 |                           |
| 2.                        | B&B Hotels-KTM                     | + 16s                     |                           |
| 3.                        | Saint Michel-Auber 93              | + 28s                     |                           |
| 4.                        | Cofidis                            | + 46s                     |                           |
| 5.                        | Groupama-FDJ                       | + 51s                     |                           |
| 6.                        | AG2R Citroën Team                  | + 55s                     |                           |
| 7.                        | Intermarché-Wanty-Gobert Matériaux | + 1m13s                   |                           |
| 8.                        | Alpecin-Fenix                      | + 1m39s                   |                           |
| 9.                        | Go Sport-Roubaix Lille Métropole   | + 2m21s                   |                           |
| 10.                       | TotalEnergies                      | + 3m51s                   |                           |

## Evolução das classificações
| Etapa |                 | Vencedor _        | Classificação geral | Prêmio por pontos | Prêmio de montanha | Juventude       | Equipes _    |
| ----- | --------------- | ----------------- | ------------------- | ----------------- | ------------------ | --------------- | ------------ |
| 1     | etapa plana     | Arvid de Kleijn   | Arvid de Kleijn     | Arvid de Kleijn   | Milan Fretin       | Jason Tesson    | Groupama-FDJ |
| 2     | etapa plana     | Jason Tesson      | Jason Tesson        | Jason Tesson      | Alex Colman        | Jason Tesson    | Groupama-FDJ |
| 3     | etapa escarpada | Philippe Gilbert  | Arvid de Kleijn     | Jason Tesson      | Alex Colman        | Gerben Thijssen | Arkéa-Samsic |
| 4     | etapa escarpada | Lionel Taminiaux  | Evaldas Šiškevičius | Jason Tesson      | Alex Colman        | Gerben Thijssen | Arkéa-Samsic |
| 5     | etapa escarpada | Gianni Vermeersch | Philippe Gilbert    | Jason Tesson      | Alex Colman        | Jake Stewart    | Lotto-Soudal |
| 6     | etapa plana     | Gerben Thijssen   | Philippe Gilbert    | Jason Tesson      | Alex Colman        | Jake Stewart    | Lotto-Soudal |
| Final | Final           |                   | Philippe Gilbert    | Jason Tesson      | Alex Colman        | Jake Stewart    | Lotto-Soudal |

## UCI World Ranking
Os Quatro Dias de Dunquerque outorgou pontos para o UCI World Ranking para corredores das equipas nas categorias UCI WorldTeam, UCI ProTeam e Continental. As seguintes tabelas são o barómetro de pontuação e os dez corredores que obtiveram mais pontos:
| Posição             | 1.º | 2.º | 3.º | 4.º | 5.º | 6.º | 7.º | 8.º | 9.º | 10.º | 11.º | 12.º | 13.º | 14.º | 15.º | 16.º-30.º | 31.º-40.º |
| Classificação geral | 200 | 150 | 125 | 100 | 85  | 70  | 60  | 50  | 40  | 35   | 30   | 25   | 20   | 15   | 10   | 5         | 3         |
| Por etapa           | 20  | 10  | 5   |     |     |     |     |     |     |      |      |      |      |      |      |           |           |
| Líder               | 5   |     |     |     |     |     |     |     |     |      |      |      |      |      |      |           |           |

| Classificação |                     |                                    |       |       |       |       |
| Posição       | Ciclista            | Equipa                             | Geral | Etapa | Líder | Total |
| ------------- | ------------------- | ---------------------------------- | ----- | ----- | ----- | ----- |
| 1.º           | Philippe Gilbert    | Lotto Soudal                       | 200   | 20    | 5     | 225   |
| 2.º           | Oliver Naesen       | AG2R Citroën                       | 150   | 10    | -     | 160   |
| 3.º           | Jake Stewart        | Groupama-FDJ                       | 125   | 5     | -     | 130   |
| 4.º           | Benjamin Thomas     | Cofidis                            | 100   | -     | -     | 100   |
| 5.º           | Baptiste Planckaert | Intermarché-Wanty-Gobert Matériaux | 85    | -     | -     | 85    |
| 6.º           | Hugo Hofstetter     | Arkéa Samsic                       | 70    | 10    | -     | 80    |
| 7.º           | Lorrenzo Manzin     | TotalEnergies                      | 60    | 5     | -     | 65    |
| 8.º           | Julien Simon        | Arkéa Samsic                       | 50    | 5     | -     | 55    |
| 9.º           | Jason Tesson        | Saint Michel-Auber93               | -     | 40    | 5     | 45    |
| 10.º          | Romain Cardis       | Saint Michel-Auber93               | 40    | -     | -     | 40    |